# Pseudonereis variegata
Pseudonereis variegata är en ringmaskart som först beskrevs av Grube 1857.  Pseudonereis variegata ingår i släktet Pseudonereis och familjen Nereididae. Inga underarter finns listade i Catalogue of Life.